# A Revolta dos Burros

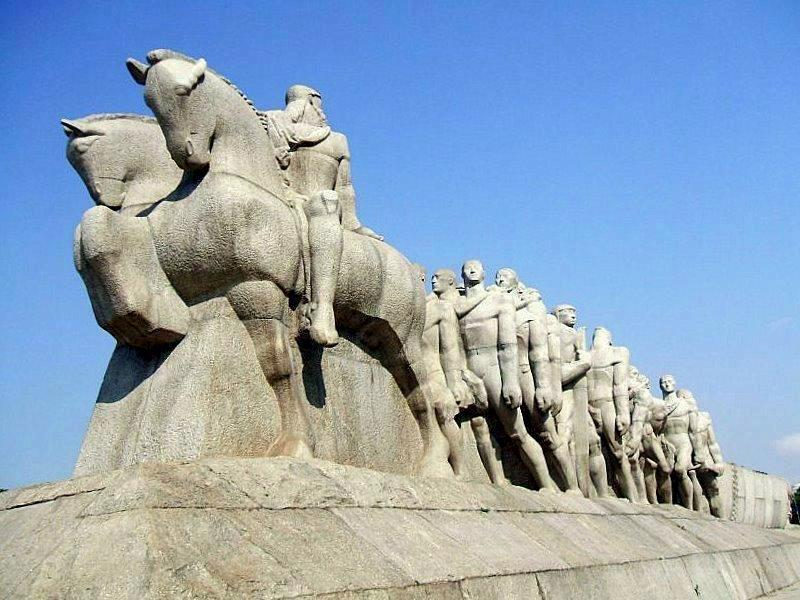
Monumento às Bandeiras, de Vitor Brecheret, foi o palco da intervenção artística no ano de 2012.

A Revolta dos Burros foi uma intervenção artística na cidade brasileira de São Paulo que ocorreu no ano de 2012, cujo mote era “aos nossos cavalos o eterno reconhecimento, aos burros o esquecimento". Diferentemente de outras intervenções do gênero, a ação objetivou, em forma de protesto, colocar orelhas de burro nos cavalos do Monumento às Bandeiras, um dos cartões-postais da cidade, o que não danificou a grande escultura de Victor Brecheret (1894-1955), uma vez que as orelhas eram feitas de plástico. Ao final da intervenção, tudo acabou sendo retirado e o monumento deixado exatamente como era antes. Registros fotográficos e detalhes da intervenção foram posteriormente publicados na obra "Na Borda: nove coletivos, uma cidade".

## Autores

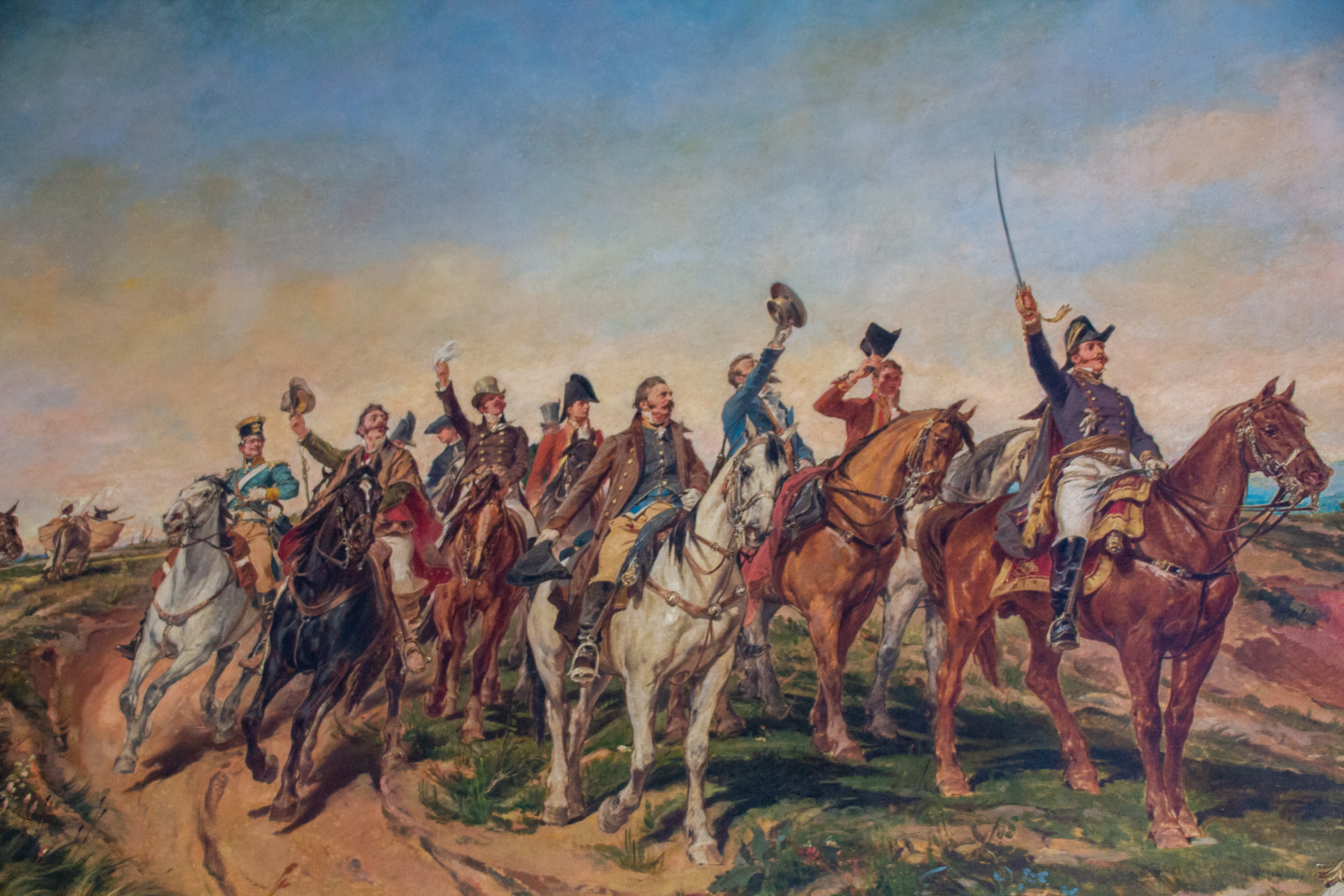
Pintores inspirados pelo romantismo como Pedro Américo frequentemente retrataram cavalos como animais de destaque em eventos importantes da história do Brasil, tal como no detalhe acima da obra Independência ou Morte.

Artistas do coletivo "Nova Pasta" foram os autores da intervenção, que afirmando que pretendiam realizar o resgate histórico do burro como importante desbravador de caminhos pelo território brasileiro. As imagens da intervenção foram destaque em mostra realizada no no Sesc Consolação. Integram o coletivo os artistas Túlio Tavares, Antonio Brasiliano, Paulo Zeminian, Lucas D, Augusto Citrangulo, Fabiana Mitsue, Marcos Vilas Boas, Eduardo Verderame, Rubens Zaccharias Jr. e Guto Lacaz.

## Leituras adicionais
- Corrêa, Natascha de Albuquerque (2015). Composição Coletiva e Arte Misturada (PDF). Universidade de Brasília: [s.n.]